# Turn It Up (Brandy-Lied)
Turn It Up ist ein R&B-Song der US-amerikanischen Sängerin Brandy aus dem Jahre 2003.
Der Song wurde als Promo-Single für das bevorstehende vierte Studioalbum Afrodisiac (2004) Ende desselben Jahres veröffentlicht. Der Song wurde von Timbaland produziert und von ihm gemeinsam mit Walter Millsap III und Chris Nelson geschrieben. Der Song ist lediglich limitiert als Schallplatte erhältlich. Obwohl der Song keine tatsächliche Veröffentlichung erfuhr, erreichte er Platz 2 der deutschen Black Charts und erreichte Platz 22 der Jahrescharts von 2004.

## Hintergrund
"Turn It Up" ist der erste Song aus Afrodisiac, den die Öffentlichkeit in voller Länge zu hören bekam. Der zehnte Titel des Albums ist inhaltlich und auch musikalisch eine Huldigung an die 1990er Jahre, mit Verweisungen auf R&B-Künstler wie Donnie Simpson, Kid ’n Play und Tony! Toni! Toné!. Auch wird die 2001 verstorbene R&B-Sängerin Aaliyah erwähnt sowie ihre Produzenten für das 1996er Album One In A Million und Hip-Hop-Musiker Missy Elliott und Timbaland. Außerdem beinhaltet der Song Elemente des Old-Skool-Hip-Hops und Beatboxing durch Timbaland, was dem Song eine nostalgische Note verleiht. Timbaland äußerte sich folgendermaßen zu der Zusammenarbeit

“Me and Brandy had a chemistry. I think I have a real chemistry with women when it comes to my music. Brandy gave me the feeling that we should have been working together. Her singing over my beats is incredible.”

„Zwischen mir und Brandy stimmte die Chemie. Ich denke zwischen mir und den Frauen stimmt die Chemie generell, was die Musik betrifft. Brandy gab mir das Gefühl, dass wir miteinander arbeiten sollten. Ihr Gesang auf meinen Beats ist einfach unglaublich.“